# Jacopo Zeno

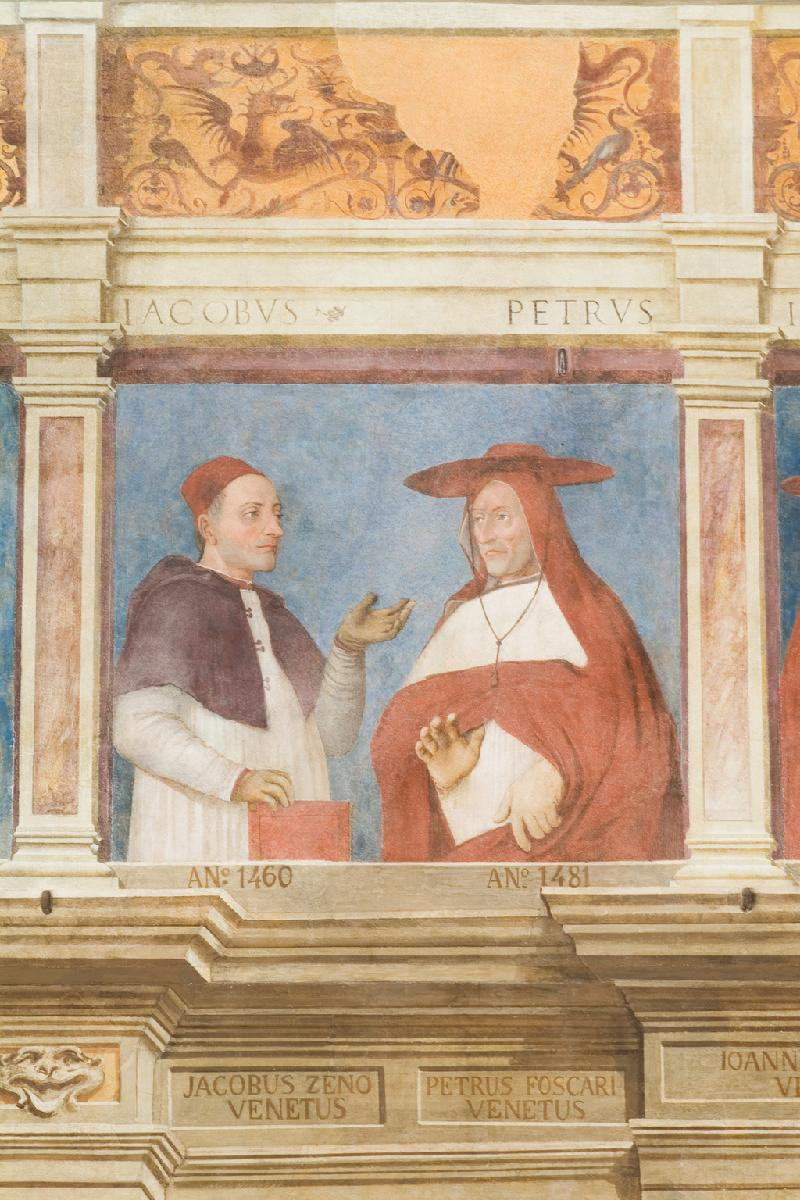
Bartolomeo Montagna, Porträts von Bischof Jacopo Zeno (links) und Bischof Pietro Foscari (rechts), Palazzo Vescovile, Padua

Jacopo Zeno, auch Giacomo Zeno, Jacopo Zen oder Jacopo Geno genannt, (* 1418 in Venedig; † 1481 in Padua) war ein italienischer Geistlicher.
Zeno war der Sohn des Patriziers Jacopo Zen und dessen Frau Elisabetta Gussoni geboren. Sein Großvater war der Admiral Carlo Zen, der im Chioggia-Krieg kämpfte. Er wurde auf den Namen Ranieri getauft. Als sein Vater kurz nach der Geburt starb, nahm er dessen Nachnamen an. Er hatte drei Brüder und eine Schwester: Andrea, Carlo, Marino und Maria.
Aus dem verwandtschaftlichen Umfeld von Zeno gingen im 14. Jahrhundert drei Päpste hervor: Gregor XII., Eugen IV. und Paul II.
Mit elf Jahren begann er ein Studium der Rhetorik und Juristik. Seine Lehrer waren Giovanni Francesco Capodilista, Paolo di Castro, Antonio Roselli und Angelo degli Ubaldi. Am 21. August 1440 wurde er zum Doktor der beiden Rechte ernannt.
Anschließend ließ er sich in Florenz nieder. Dort tagte damals das Konzil von Florenz. Wahrscheinlich wollte er sich dort Pietro Barbo anschließen, der in diesem Jahr zum Kardinal ernannt worden war. In dieser Zeit lernte er Kardinal Niccolò Albergati und seinen Sekretär Tommaso Parentucelli kennen. Diese Bekanntschaften ermöglichten ihm eine schnelle kirchliche Karriere: 1444 war er als apostolischer Subdiakon in Rom und wurde am 26. April 1447, kurz nach Parentucellis Wahl zum Papst unter dem Namen Nikolaus V., zum Bischof von Feltre und Belluno gewählt. Abgesehen von einigen sporadischen Visitationen blieb er seinem eigenen Bistum fern. In seinen bischöflichen Aufgaben wurde er von Paganino da Bergamo, Bischof von Dolcigno, vertreten. Im Übrigen setzte er seine Karriere in der Römischen Kurie fort und. Er wurde am 19. März 1449 zum apostolischen Referendario, einem Prälaten der Apostolischen Kanzlei ernannt und am 1. Oktober 1455 durch Papst Callixtus III. Bestätigt. 1451 kandidierte er beim venezianischen Senat für die bischöflichen Stuhl von Vicenza und 1456 von Venedig, hatte jedoch keinen Erfolg.
In der Zwischenzeit setzte er seine literarische Tätigkeit fort. Sein erfolgreichstes Werk war jedoch eine 1458 verfasste und Papst Pius II. gewidmete Biographie seines Großvaters Carlo Zen.
1459 starb Fantino Dandolo, Bischof von Padua, und der venezianische Senat beschloss Gregorio Correr, den Abt von San Zeno in Verona, zu seinem Nachfolger zu ernennen. Papst Pius II. war gegen Correr und wollte Kardinal Pietro Barbo, den Bischof von Vicenza, zum Bischof von Padua ernennen. Der Senat argumentierte gegen Barbo, da Padua als große Diözese einen ansässigen Bischof brauche und Barbo zu viele Aufgaben an der Kurie habe. Der eigentliche Beweggrund des Senats war, dass man das einflussreiche Bistum mit einem regierierungsnahen Prälaten besetzt haben wollte. Auf dem Konzil von Mantua weigert sich die Vertreter von Venedig Kardinal Barbo zu treffen. Gleichzeitig berief der Senat Paolo Barbo, den Bruder von Pietro Paolo, ein. Als dieser seinen Bruder nicht zum Verzicht bewegte, musste Paolo in Exil gehen. Im Anschluss stellte der Senat Jacopo Zeno als Kandidaten auf. Pietro Barbo gab schließlich nach und der Papst bestätigte Zeno am 26. März 1460 als Bischof von Padua. Die Affäre schadete seinen Beziehungen zu Barbo nicht.
Zwischen 1464 und 1469 arbeitete er in der päpstlichen Kurie von Papst Paul II ., dem vormaligen Pietro Barbo.